# Duplicaria kieneri
Duplicaria kieneri là một loài ốc biển, là động vật thân mềm chân bụng sống ở biển trong họ Terebridae, họ ốc dài.

## Phân bố

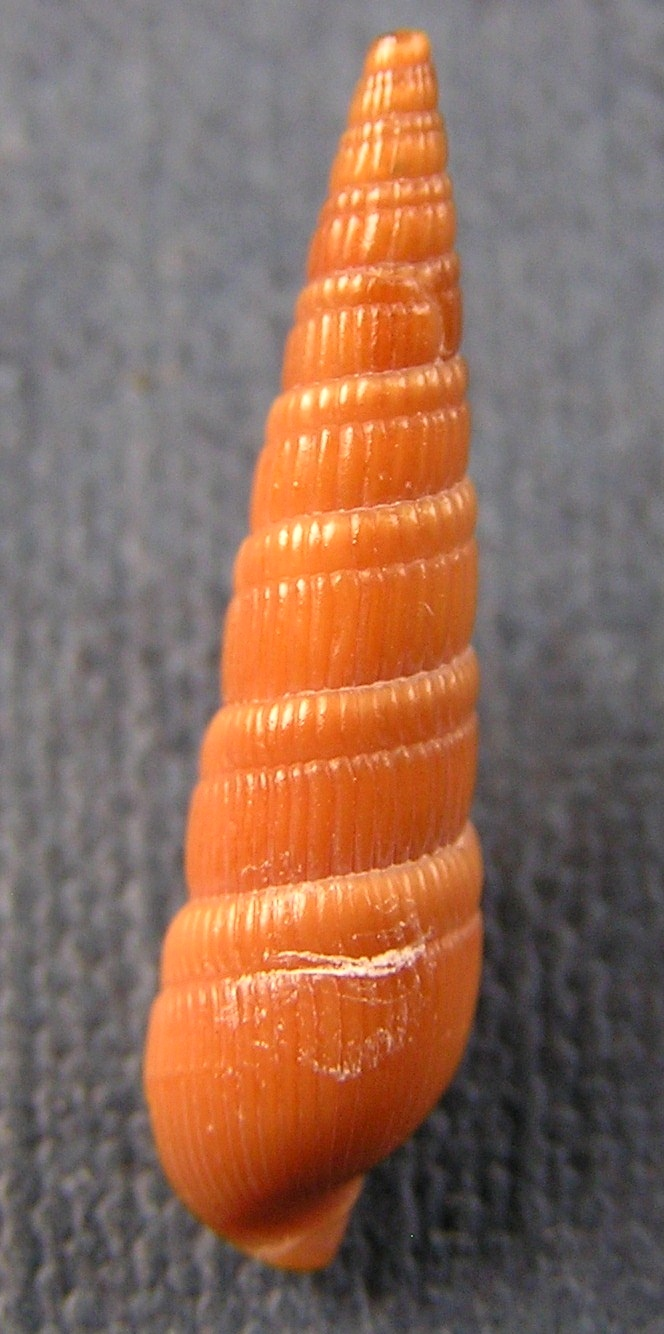
Duplicaria kieneri, abapertural view